# Mort de Maria Ridulph
 (septembre 2013).
Maria Ridulph fut découverte sans vie près de Sycamore en Illinois, aux États-Unis, en 1958. L'enquête policière demeura irrésolue pendant 55 ans avant que Jack McCullough ne fut déclaré coupable en septembre 2012, avant d'être libéré quatre ans plus tard. Il s'agirait de la plus longue affaire de meurtre non résolu qui a mené à une arrestation aux États-Unis.

## Contexte
Jack McCullough, qui s'appelait alors John Tessier, obtint l'affection de Maria Ridulph, une fillette de 7 ans, à Sycamore. Elle disparut d'une rue, sur laquelle elle jouait avec une amie, le 3 décembre 1957. Son corps fut découvert 5 mois plus tard dans un champ. À l'époque, cette affaire reçut une couverture médiatique nationale ; le FBI, dirigé par J. Edgar Hoover, intervint en plus des policiers de la région; il fut rapporté que le président des États-Unis de l'époque, Dwight David Eisenhower, s'intéressa à l'affaire.
L'enquête fut rouverte pendant les années 2000 lorsque Janet Tessier, la demi-sœur de McCullough, croyant qu'il était impliqué, demanda à l’Illinois State Police de porter son attention sur lui. Janet Tessier prit la décision d'aller voir la police après avoir pris soin de la mère vieillissante de l'écrivain Mark Lemberger, qui rédigea Crime of Magnitude: The Murder of Little Annie (« Crimes d'envergure : Le meurtre de la petite Annie »), qui porte sur le meurtre non résolu d'une fillette de 7 ans. Lemberger, après avoir entendu Janet parler de la confession de sa mère mourante, encouragea Janet à contacter des policiers. Elle le fit, via un courriel. McCullough fut arrêté en juillet 2011 dans une communauté pour personnes âgées à Seattle où il demeurait et travaillait comme agent de sécurité,,. Le corps de Maria Ridulph fut exhumé le même mois.

## Procès
Au procès, Kathy Chapman, une amie d'enfance qui se trouvait avec Maria Ridulph le jour de son enlèvement, témoigna contre McCullough. Elle affirma qu'un homme, qui disait se prénommer Johnny, s'était approché d’elles et avait promené Maria sur ses épaules. Chapman alla à la maison pour chercher des moufles: à son retour Johnny et Maria étaient partis. Selon les procureurs, McCullough étouffa Ridulph avec un câble puis la poignarda. En observant une photo prise en 1957, Kathy Chapman identifia McCullough comme l'homme qui était venu les voir. McCullough fut déclaré coupable du meurtre en septembre 2012 et fut condamné à l'emprisonnement à perpétuité avec la possibilité d'une libération conditionnelle après 20 ans d'emprisonnement (selon les lois de l'État de l'Illinois). Il était âgé de 73 ans au moment de sa condamnation.
Cependant, l'affaire prit un tournant inattendu quand, après un procès en appel, McCullough a été jugé innocent, puisque le juge estimait que l'alibi selon lequel il avait passé des appels téléphonique depuis Rockford (où il postulait pour rejoindre l'US Air Force), à plus de 60 kilomètres des lieux du drame le jour même du crime était crédible. Il fut donc libéré de prison le 15 avril 2016.